# Inna Stepanova
Inna Jakovlevna Stepanova (ryska: Инна Яковлевна Степанова), född den 17 april 1990 i Ulan-Ude, är en rysk bågskytt.
Hon tog OS-silver i lagtävlingen i samband med de olympiska bågskyttetävlingarna 2016 i Rio de Janeiro..